# Opatřilka – Červený lom
Opatřilka – Červený lom je zrušená přírodní památka s rozlohou 8,2028 ha na území hlavního města Prahy. Zrušena byla Magistrátem hlavního města Prahy s účinností od 1. srpna 2020. Její území bylo začleněno do přírodní rezervace Prokopské údolí.
Důvodem ochrany jsou paleontologicky a stratigraficky významné výchozy v místech bývalých lomů
a na ně vázaná společenstva teplomilných pastvin.
Na floru navazuje i fauna typická pro teplomilná stanoviště, zejména bezobratlí. Dále se zde vyskytuje několik druhů plazů, ptáků a savci jsou zde zastoupeni patnácti druhy.

## Lokalita
Přírodní Památka Opatřilka – Červený lom se nachází v katastrálních územích pražských obcí Hlubočepy a Jinonice a je součástí přírodního parku Prokopské a Dalejské údolí. Přírodní památkou prochází zelená turistická značka a naučná stezka Údolím Dalejského potoka a Červený lom je jednou z jejích zastávek. Celá lokalita se nachází na konci Dalejského údolí (navazuje na Prokopské údolí), na levém břehu Dalejského potoka.

## Historie
Ve svazích na levém břehu Dalejského potoka probíhala od začátku 19. století těžba vápence, který sloužil k výrobě vápna a jako stavební kámen pro místní usedlosti. Tak vznikl jak Červený lom, který je dominantou dnešní přírodní památky, tak další menší lomy nacházející se v západní části území. Na trati, vedoucí Dalejským údolím na Smíchovské nádraží, byla v té době zřízena malá železniční stanice Klukovice, která se nacházela v těsné blízkosti Červeného lomu, ale pro přílišné technické problémy nebyla stanice dlouho používána a dnes již neexistuje. Těžba byla ukončena ve 40. letech minulého století. Za války byl v prostoru Červeného lomu zřízen malý pracovní tábor. Z těchto dob je dnes v lomu patrná jen rozsáhlá, už dlouho porostlá halda, jejíž základ tvoří nekvalitní odtěžený materiál. Od konce druhé světové války není již lokalita průmyslově ani hospodářsky využívána, pouze severní, těžbou nedotčené svahy byly udržovány pastvou. Celé území bylo od dob Joachima Barranda známé geologům a paleontologům, ale souvisleji popsáno bylo až v roce 1951 B. Boučkem v jeho geologickém průvodci. Systematicky byla lokalita popsána až v průběhu 50. let a později. Velkou zásluhu na tom měl Ivo Chlupáč. Stratigraficky významná začala být Opatřilka a Červený lom v roce 1972, když byl v jednom z lomů popsán opěrný geologický profil k mezinárodnímu stratotypu silur-devon na Klonku u Suchomlat. Pak byl ještě v Červeném lomu popsán stratotyp mezi stupni devonu prag-zlíchov. 1. září 1982 bylo území vyhlášeno přírodní památkou, kterou je dodnes.

## Přírodní poměry

### Geologický a stratigrafický význam

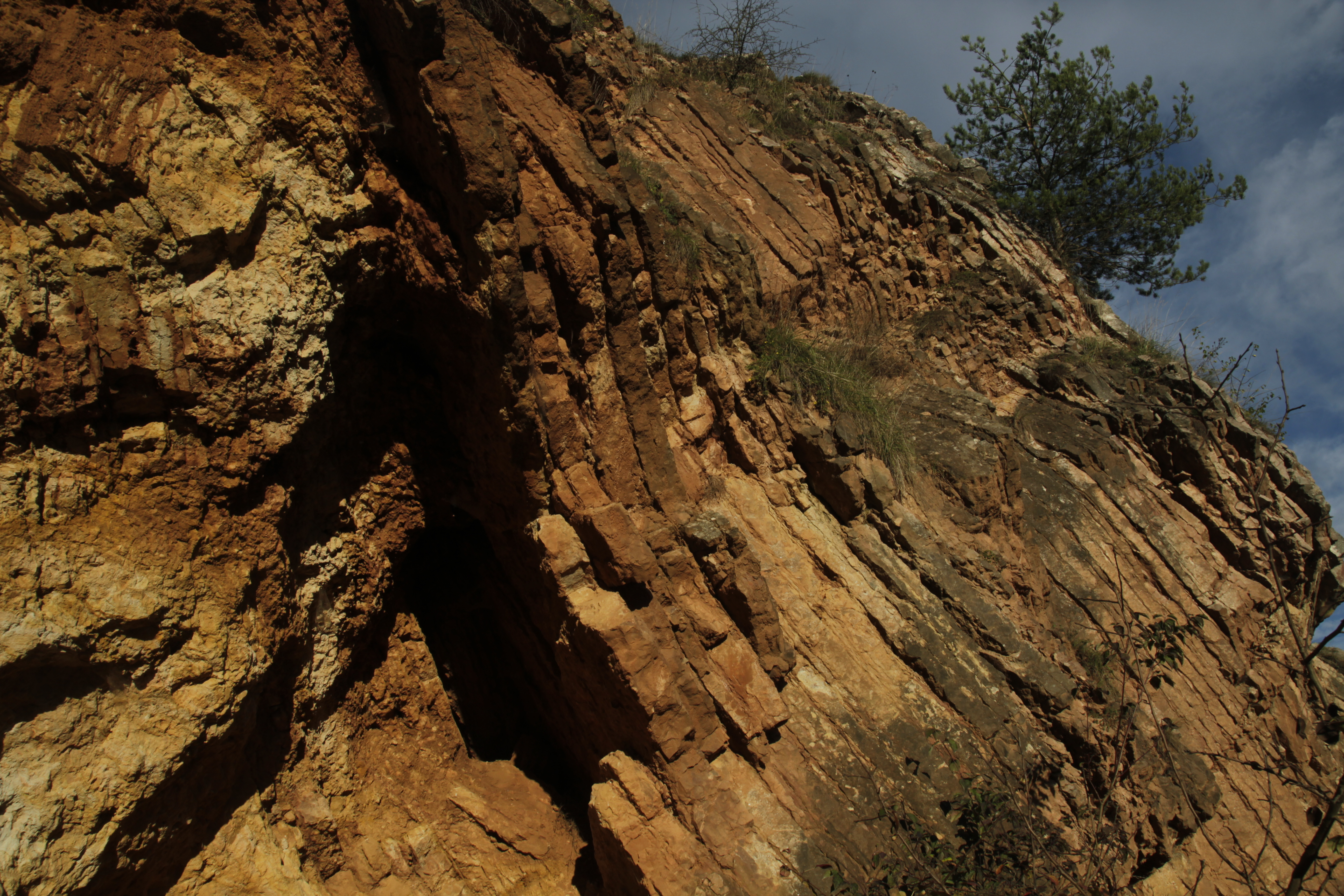
Vápencové vrstvy v Červeném lomu

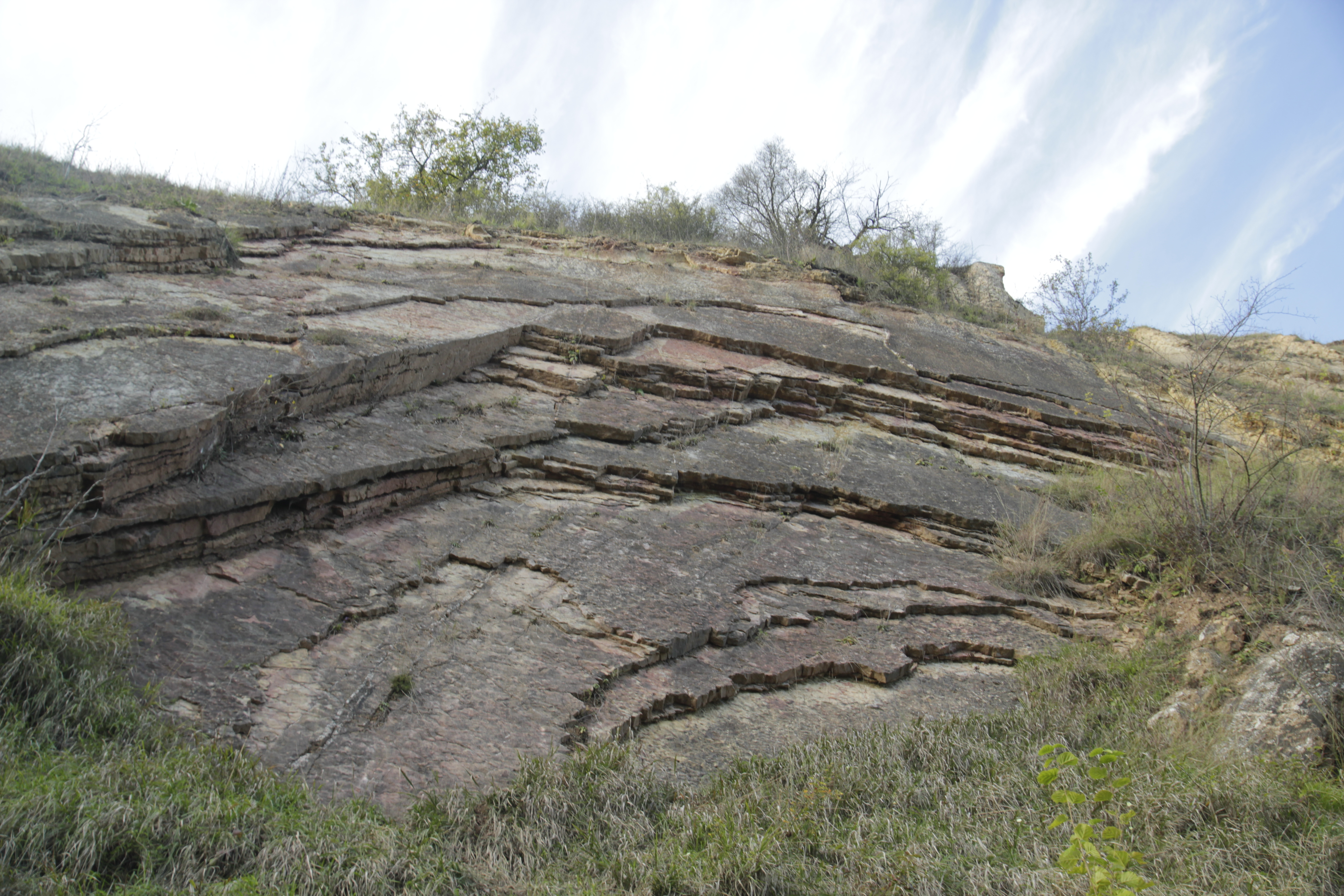
Vápencová stěna v PP Opatřilka - Červený lom

PP Opatřilka a Červený lom představuje jeden z unikátních profilů oblasti středočeských prvohor se souvrstvími svrchno-silurskými až spodno-devonskými. Díky četným výchozům a dobré dostupnosti umožňuje detailní geologické a paleontologické studium. Celá lokalita se nachází na vápencovém podloží. V západní části jsou přítomny červeně zbarvené vápence bohaté na oxidy železa, které daly jméno Červenému lomu. Jedinou výjimku tvoří výběžek dalejských břidlic v nejvýchodnějším cípu PP. Pro celou oblast je typické zlámání sérií radiálních zlomů, vždy východnější blok je pokleslý oprati bloku západnímu, což posunuje i hranici silur-devon. Pravděpodobně nejlepší profil je odkryt v nejvýchodnějším a největším z lomů v blízkosti základny 01/09. ZO ČSOP – Tereza. Právě zde byl I. Chlupáčem popsán v roce 1972 opěrný stratotyp k mezinárodnímu stratotypu na Klonku u Suchomlat. To spolu s popsáním dalšího hraničního profilu mezi stupni devonu prag-zlíchov vedlo ke zvýšení důležitosti celého území, neboť tyto opěrné profily pomáhají k pochopení procesů, které utvářely Pražskou prvohorní pánev a také jsou významné pro mezinárodní korelace prvohorních sedimentárních hornin vůbec. Lomy na západě PP jsou také významnou paleontologickou lokalitou, můžeme zde najít graptolity Monograptus perneri, Monograptus transgrediens, ramonenožce Dubaria latisinuatam, Dayia bohemica, trilobity Tetinia minuta a především Warburgella rugulosa rugulosa, jehož první výskyt indikuje již devonské stáří. Je zde možné najít i hlavonožce, mlže a ichnofosilie.

### Flora

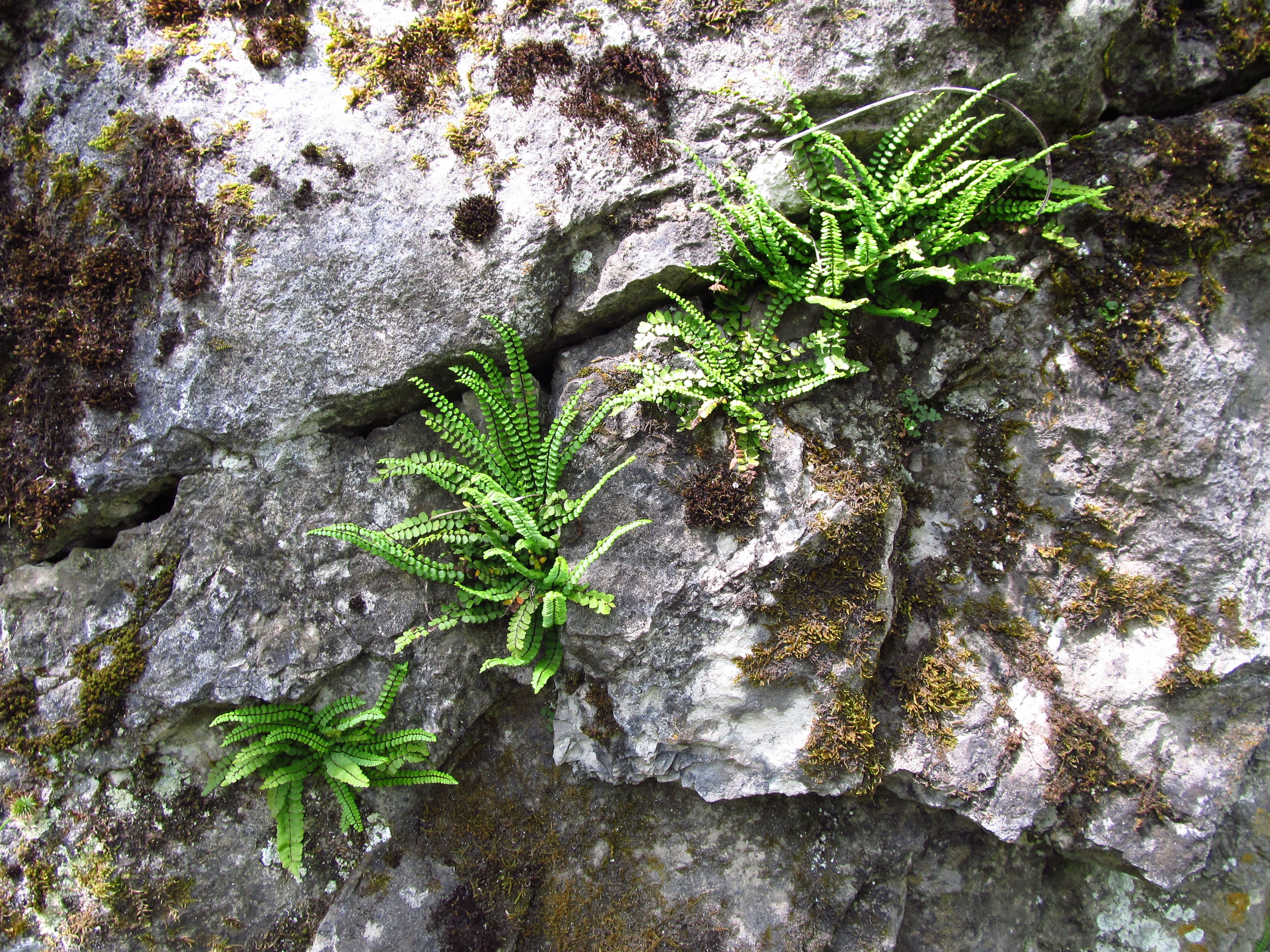
Sleziník červený v PP Opatřilka - Červený lom

I přesto, že přírodní památka byla na Opatřilce vyhlášena především z geologických důvodů je zdejší flora zastoupena relativně velkým množstvím druhů. Vegetace odráží charakter geologického podloží.

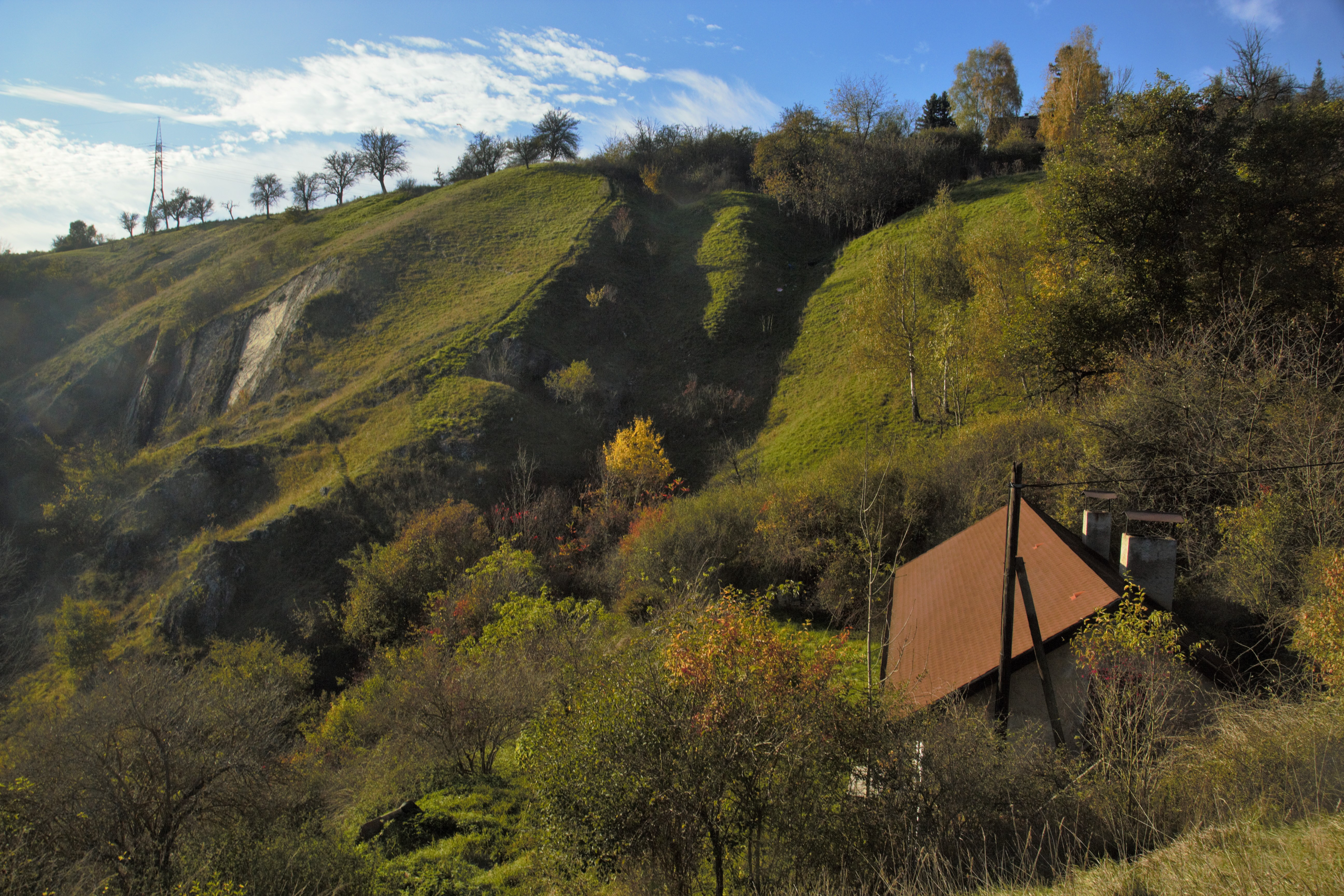
Pohled na teplomilné trávníky, s domkem ČSOP Tereza v popředí (2014)

Dominantní a nejcennější částí jsou společenstva teplomilných trávníků, nacházejících se na vápencových svazích převážně v severní části PP. Méně hodnotné jsou nepůvodní lesní porosty s trnovníkem akátem (Robinia pseudoacacia) a borovicí černou (Pinus nigra). Synantropní rostliny tvoří až třetinu celkového počtu místních druhů. Charakter porostu je ovlivněn hloubkou půdního horizontu, sklonem a orientací svahu. Velkou část na mírněji skloněných svazích tvoří travinná společenstva, zastoupená především kostřavou walliskou (Festuca valesiaca) a trýzelem škardolistým (Erysimum crepidifolium). Nápadnou trávou je také sveřep vzpřímený (Bromus erectus), ale ten vyhledává spíše hlubší půdy a tvoří zapojené trávníky. Na strměji skloněných svazích převládají společenstva seselu sivého (Seseli osseum) a kostřavy sivé (Festuca pallens). Tyto xerotermní společenstva jsou udržována kosením, pastvou a přirozeným sešlapem. Na dnech bývalých lomů a kolem skalních výchozů rostou světlomilné dřeviny jako trnka obecná (Prunus spinosa), hloh obecný (Crataegus oxyacantha), trnovník akát (Robinia pseudoacacia). Jejich další šíření je nevhodné a je třeba je uměle redukovat. Mezi významné druhy vyskytující se na PP Opatřilka Červený lom patří bělozářka liliovitá (Anthericum liliago), sasanka lesní (Anemone sylvestris), chrpa chlumní (Centaurea triumfettii), kavyl sličný (Stipa pulcherrima), černýš rolní (Melampyrum arvense), koniklec luční (Pulsatilla pratensis), devaterník šedý (Helianthemum canum), ožanka kalamandra (Teucrium chamaedrys).

### Fauna

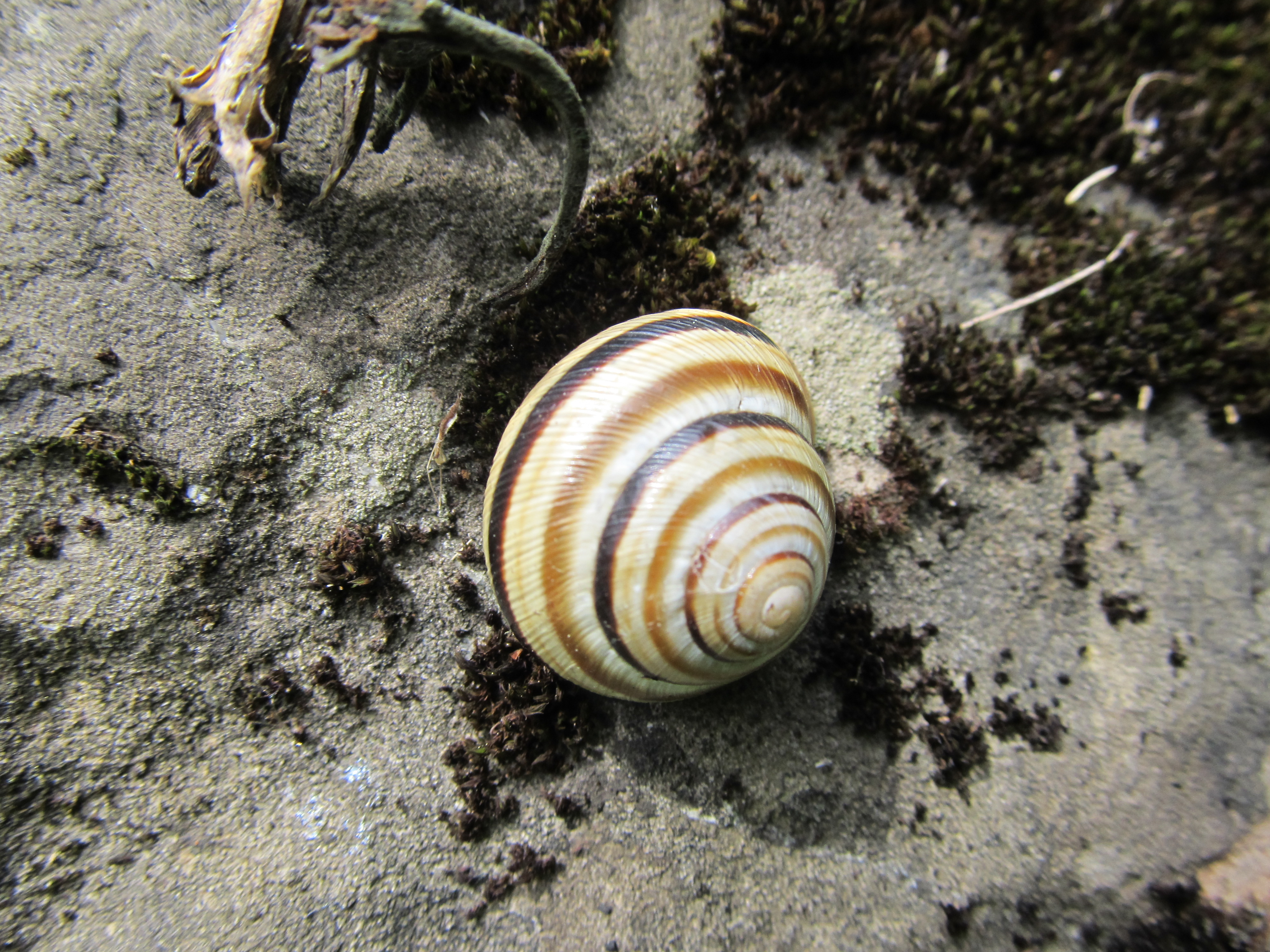
Páskovka žíhaná v PP Opatřilka - Červený lom

Fauna bezprostředně navazuje na floru, vyskytuje se zde typická fauna teplomilných stepí. Jedná se zejména o bezobratlé. Například střevlíkovití: Ophonus puncticollis, Harpalus vernalis, mandelinkovití: Coptocephala rubicunda, Timarcha goettingensis, dřepčíci: Aphtona pygmaea, Longitarsus membranaceus, nosatčík Apion elongatulum, krytonosec Phrydiuchus topiarius. Z plžů pak páskovka žíhaná (Cepaea vindobonensis), Chondrina avenacea a Pupilla sterri. Plazi jsou zastoupeni slepýšem křehkým (Anguis fragilis), ještěrkou obecnou (Lacerta agilis) a vzácnou ještěrkou zelenou (Lacerta viridis). Z ptáků zde hnízdí střízlík obecný (Troglodytes troglodytes), budníček větší (Phylloscopus trochilus), budníček menší (Phylloscopus collybita), pěnice slavíková (Sylvia borin), pěvuška modrá (Prunella modularis), drozd zpěvný (Turdus philomelos), žluna zelená (Picus viridis), poštolka obecná (Falco tinnunculus). Savci jsou pak zastoupeni patnácti druhy. Jedná se zpravidla o malé hladovce, typická je myšice křovinná (Apodemus sylvaticus) a norník rudý (Clethrionomys glareolus), dále pak veverka obecná (Sciurus vulgaris), srnec obecný (Capreolus capreolus), ježek západní (Erinaceus europaeus), prase divoké (Sus scrofa).

## Ochrana
Území je pravidelně udržováno, stepní porosty a louky jsou koseny nebo vypásány řízenou pastvou – stády ovcí a koz. Nepůvodní dřeviny jako trnovník akát a borovice černá jsou postupně redukovány a nahrazovány původními druhy. Křoviny jsou ořezávány, tím se brání zarůstání skalních výchozů a geologických profilů. V dnešní době se jedná o kulturní krajinu spravovanou člověkem tak, aby druhová skladba a charakter území odpovídal historické situaci a umožňoval přístup ke geologicky cenným lokalitám. PP Opatřilka – Červený lom je dobře označeno informačními tabulemi a pohyb je povolen pouze po značených cestách.

## Kultura a společenský život

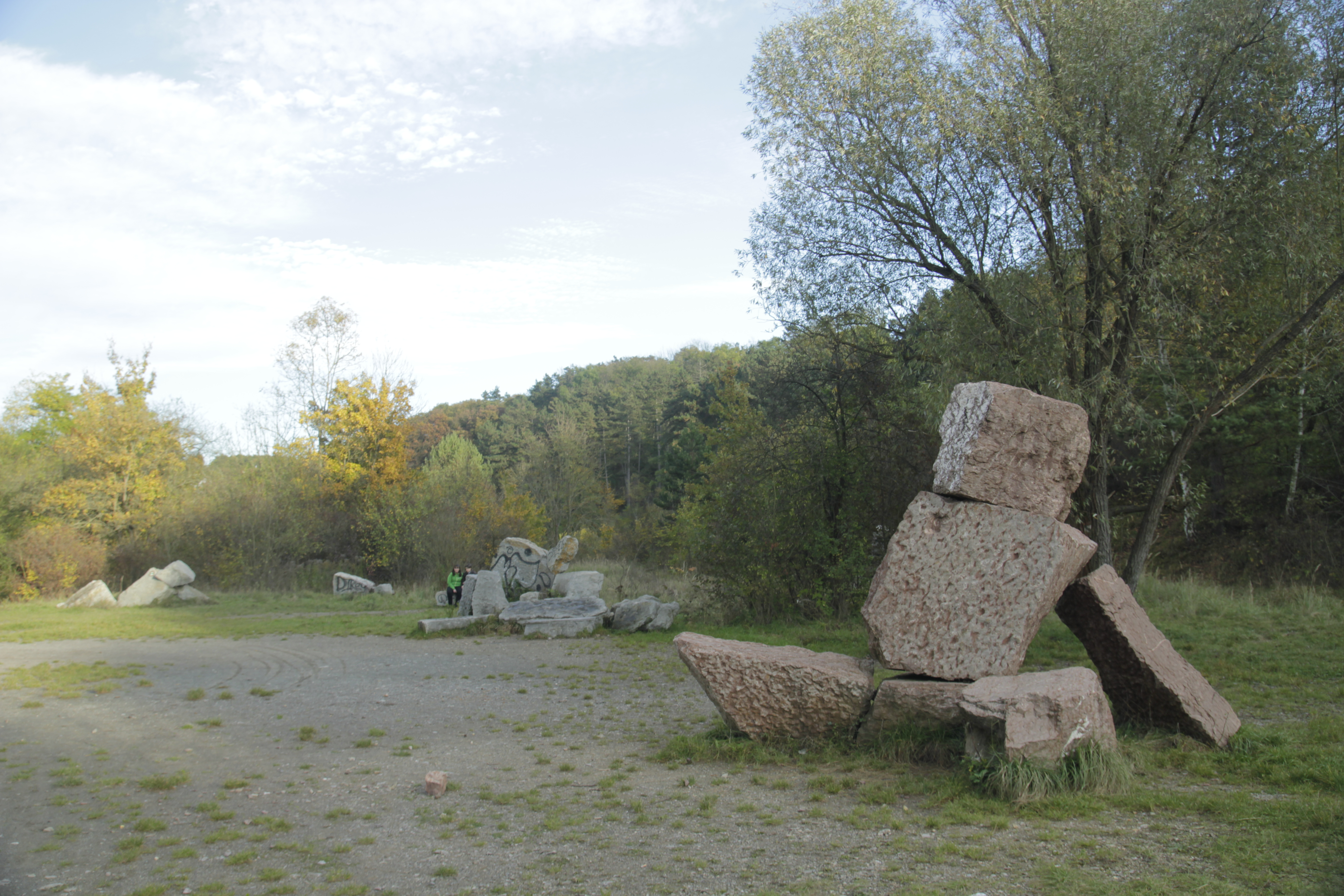
Bojiště Kurta Gebauera v Červeném lomu

Území je oblíbenou rekreační destinací, je hojně navštěvováno. Celou PP prochází cyklostezka A12 a naučná stezka Údolím Dalejského potoka. U cesty v Červeném lomu jsou instalovány sochy Kurta Gebauera, jedná se o seskládané, jen hrubě otesané bloky místního vápence, představující padlé bojovníky. Byly instalovány v roce 2006 a jsou příkladem minimálního kulturního zásahu člověka do krajiny.
U lomu se nachází studánka, zvaná V Červeném lomu, která je známá též pod názvy Opatřilka, Pod lomem nebo Permoník. Pečují o ni místní osadníci a tento poměrně vydatný vodní zdroj patří mezi nejlépe upravené studánky na území hlavního města.